# شهرداری دوبل
شهرداری دوبل (به لاتین: Dobele Municipality) یک منطقهٔ مسکونی در لتونی است که در لتونی واقع شده‌است. شهرداری دوبل ۲۴٬۵۲۱ نفر جمعیت دارد.